# Renée Zellweger
Renée Kathleen Zellweger (født 25. april 1969 i Katy, Texas, USA) er en amerikansk Academy Award -, BAFTA -, SAG Awards – og Golden Globe-vindende skuespiller, sanger, danser og performer, der har etableret sig som en af de højest betalte kvindelige Hollywoodskuespillere i de senere år. Hun er også kendt som den tidligere hustru til countrysangeren Kenny Chesney. Parret havde et kort ægteskab i 2005 før de indgik skilsmisse syv måneder senere. 
Hun har arbejdet med den danske instruktør Jonas Elmer i New in Town (2009).

## Opvækst
Zellweger blev født i Baytown, Texas, en østlig forstad til Houston. Mellem junior school og high school flyttede hendes familie til Katy, en vestlig forstad til Houston. Hendes far, Emil Erich Zellweger, er en schweizisk-født maskin- og elektroingeniør, der arbejder i olieindustrien. Zellwegers mor, Kjellfried Irene (født Andreasen), er norsk født og af same-oprindelse Hun er en sygeplejerske og jordemoder og flyttede til USA for at arbejde som lærerinde for en norsk familie i Texas. Zellweger beskriver sig selv som at være blevet opdraget i en familie af "dovne katolikker og episkopale". Hun har en ældre bror, Andrew, som er marketingmanager og arbejder i vin-industrien og har sit eget øgenavn for hende – Zelly. 
I junior high school deltog Zellweger aktivt i adskillige sportsgrene, inklusiv fodbold, basketball, baseball og amerikansk fodbold. Hun gik på Katy High School, hvor hun var cheerleader, gymnast og medlem af en klub. Zellweger medvirkede i flere af skolens skuespil og hun blev valgt som "Best Looking" i hendes klasse inden sin dimission fra high school i 1987. Efter high school gik hun på University of Texas i Austin og studerede engelsk sprog. Zellweger var en god elev og kom på Dean's List flere gange. I begyndelsen tog hun kun dramatimer fordi hun havde brug for gode karakterer for at fuldføre sin grad, men erfaringerne gjorde hende klar over, hvor meget hun elskede at spille skuespil . Gennem denne periode forsørgede hun sig med job som servitrice ved siden af studierne i Austin. I 1991 dimitterede Zellweger fra universitet med en BA-grad i engelsk.
Hun overvejede at flytte til Hollywood, men besluttede at blive i sin hjemby i Texas til hun havde fået mere erfaring. Hendes første job efter dimissionen var at medvirke i en bøf-reklame, samtidig med, at hun begyndte at gå til prøver på roller rundt om i Houston.

## Hæder
Renée Zellweger har en stjerne på Hollywood Walk of Fame på fortovet ud for adressen 7000 Hollywood Blvd.
Hun vandt en Oscar for bedste kvindelige birolle for sin rolle i Tilbage til Cold Mountain (2003) og en bedste kvindelige hovedrolle for sin rolle i Judy (2019)

## Filmografi
- 1992 A Taste for Killing – Mary Lou (TV)
- 1993 Murder in the Heartland – Barbara (ikke krediteret) (TV)
- 1993 My Boyfriend's Back
- 1993 Dazed and Confused
- 1994 Reality Bites – Tami
- 1994 8 Seconds – Buckle Bunny
- 1994 Love and a .45 – Starlene Cheatham
- 1994 The Return of the Texas Chainsaw Massacre – Jenny
- 1995 Empire Records – Gina
- 1995 The Low Life – Poet
- 1996 The Whole Wide World – Novalyne Price
- 1996 Jerry Maguire Dorothy Boyd
- 1997 Deceiver – Elizabeth
- 1998 A Price Above Rubies – Sonia Horowitz
- 1998 One True Thing – Ellen Gulden
- 1999 The Bachelor – Anne Arden
- 2000 Nurse Betty – Betty Sizemore
- 2000 Jeg, mig & Irene (Me, Myself & Irene) – Irene P. Waters
- 2001 Bridget Jones' dagbog (Bridget Jones's Diary) – Bridget Jones
- 2002 White Oleander – Claire Richards
- 2002 Chicago – Roxie Hart
- 2003 Down with Love' – Barbara Novak
- 2003 Tilbage til Cold Mountain – Ruby Thewes
- 2004 Shark Tale – Angie (stemme)
- 2004 Bridget Jones - På randen af fornuft (Bridget Jones: The Edge of Reason) – Bridget Jones
- 2005 Cinderella Man – Mae Braddock
- 2006 Miss Potter – Beatrix Potter
- 2007 Bee Movie – Vanessa Bloom (stemme)
- 2008 Case 39 – Emily Jenkins
- 2008 Leatherheads – Lexi
- 2008 Appaloosa
- 2009 New in Town – Lucy Hill
- 2010	My Own Love Song – Jane
- 2016	The Whole Truth – Mike's mother
- 2016  Bridget Jones' Baby – Bridget Jones
- 2017	Same Kind of Different as Me – Deborah
- 2019	Judy
- 2025  Bridget Jones: Vild med ham

## Fodnoter
1. ↑  Renee Zellweger. Film Reference.com. 6 February 2008
2. 1 2  Actress of the Week: Renee Zellweger Arkiveret 31. december 2007 hos  Wayback Machine. Askmen.com. 6 February 2008.
3. ↑  Lone star. Telegraph.co.uk. 28 October 2004.
4. 1 2 3 4  Inside the Actors Studio Arkiveret 4. august 2007 hos  Wayback Machine. Bravotv.com. Season 9, Episode 912. 9. maj 2003.
5. ↑  Agelorius, Monica. Bridget Jones's Diary LA junket Arkiveret 9. maj 2008 hos  Wayback Machine. Unreel.co.uk. 17 March 2001.
6. 1 2 3  Renee Zellweger Biography Arkiveret 21. februar 2009 hos  Wayback Machine. Tiscali.co.uk. 6 February 2008.
7. ↑  Renee Zellweger. Yahoo! Movies. 6 February 2008